# Allium rothii
Allium rothii — вид трав'янистих рослин родини амарилісові (Amaryllidaceae), поширений у західній Азії.

## Опис
Рослини мають вертикальні зонтики й вигнуті листки. Пелюстки білі з зеленою смужкою, контрастні з глибоко-бордовими пиляками і чорнуватими зав'язями. 

## Поширення
Зростає у західній Азії — Синай (Єгипет), Ізраїль, Йорданія, Сирія.